# Васіліс Лампропулос
Васіліс Лампропулос (грец. Βασίλης Λαμπρόπουλος, нар. 31 березня 1990, Піргос) — грецький футболіст, центральний захисник німецького «Бохума» і національної збірної Греції.

## Клубна кар'єра
Народився 31 березня 1990 року в місті Піргос. Вихованець футбольної школи клубу «Олімпіакос», проте за першу команду так і не дебютував, тому здавався в оренду в клуб другого дивізіону «Аполлон» (Каламарія).
2009 року уклав контракт з «Астерасом», у складі якого дебютував у Суперлізі і провів наступні два роки своєї кар'єри гравця, проте основним гравцем не був, через що здавався в оренду в клуб Бета Етнікі «Іліуполі». Після чого протягом сезону 2011/12 років там же захищав кольори клубу «Етнікос Астерас».
З 2012 року два сезони захищав кольори команди клубу «Паніоніос».
2014 року перейшов в АЕК, підписавши 4-річний контракт. У першому сезоні Лампропулос був основним гравцем і допоміг команді зайняти перше місце у другому грецькому дивізіоні та вийти до Суперліги, а наступного року з командою став володарем Кубка Греції 2015/16. А вже в сезоні 2017/18 став у складі АЕКа чемпіоном Греції. Утім успіхи афінської команди відбувалися паралельно з посиленням її складу, тож сам Лампропулос дедалі частіше залишався поза її стартовим складом.
Наприкінці 2018 року відмовився подовжувати контракт з АЕКом і влітку наступного року залишив клуб. 27 червня 2019 року на правах вільного агента уклав контракт з іспанським друголіговим «Депортіво». За півроку, 31 січня 2020, був орендований «Бохумом» з Другої німецької Бундесліги, а 14 серпня того ж року уклав з німецьким клубом повноцінний дворічний контракт.

## Виступи за збірну
Протягом 2010—2011 років залучався до складу молодіжної збірної Греції. На молодіжному рівні зіграв в одному офіційному матчі.
2018 року взяв участь у двох іграх у складі національної збірної Греції.
| Дата       | Місто   | Господарі         | Результат | Гості   | Турнір                               | Голи | Примітки |
| ---------- | ------- | ----------------- | --------- | ------- | ------------------------------------ | ---- | -------- |
| 15-5-2018  | Севілья | Саудівська Аравія | 2 – 0     | Греція  | товариський матч                     | -    | 46'      |
| 18-11-2018 | Афіни   | Греція            | 0 – 1     | Естонія | Ліга націй УЄФА 2018-2019 - 1-й етап | -    |          |
| Усього     |         | Матчів            | 2         |         | Голів                                | 0    |          |

## Досягнення
- Чемпіон Греції (1):

АЕК: 2017–18
- Володар Кубка Греції (1):

АЕК: 2015–16